# Sidney G. Winter
Sidney Graham Winter (* 1935 in Iowa City, Iowa) ist ein US-amerikanischer Wirtschaftswissenschaftler und Professor em. für technologischen Wandel an der University of Pennsylvania.

## Ausbildung und beruflicher Werdegang
Winter wurde 1964 an der Yale University zum Ph.D. promoviert. 1980 gründete er mit Richard H. Day das Fachjournal Journal of Economic Behavior & Organization. Von 1989 bis 1993 Chief Economist des Government Accountability Office. Seit 1993 ist Winter Professor an der Wharton School der University of Pennsylvania. Zuvor lehrte er an der Yale University, an der University of Michigan und an der University of California in Berkeley.
Winter war zwischen 2005 und 2009 Vizepräsident der Grazer Schumpeter-Gesellschaft. 2008 erhielt er den Viipuri Prize for Strategic Management.

## Arbeitsgebiete
Winters Hauptforschungsgebiet ist die von ihm mit begründete Evolutionsökonomik, in die er später das Konzept der dynamischen Fähigkeiten von Unternehmen (dynamic capabilities) integrierte. Er untersuchte u. a. Wachstumsprozesse in der Industrie.

## Werke
- An Evolutionary Theory of Economic Change. 1982, ISBN 0-674-27228-5
- Patents and Welfare in an Evolutionary Model. 1993
- Understanding dynamic capabilities. Strategic Management Journal, vol. 24 (2003), S. 991–995.
- mit M. Jacobides: The Co-evolution of Capabilities and Transaction Costs: Explaining the Institutional Structure of Production, in: Strategic Management Journal, vol 26 (2005), S. 395–413.